# Гонсёровская-Журавская, Рома
Ро́ма Гонсёровская-Жура́вская (пол. Roma Gąsiorowska-Żurawska; род. 29 января 1981 года, Быдгощ, Польша) — польская актриса театра и кино. Её муж — актёр Михал Журавский.

## Биография
Рома Гонсёровская-Журавская была увлечена актёрской деятельностью ещё со школы. Вместе с друзьями она основала любительский театр. В 2005 году стала выпускницей Высшей театральной школы Кракова. Дипломный спектакль, где участвовала Рома, проходил под руководством Яна Пешека. Во время учёбы Рома начала работать в Театре эстрады в Варшаве, а также в Старом театре Кракова.
Рома Гонсёровская- Журавская — модельер. В 2011 году она была номинирована на премию «Роза Гали» в категории «Дебют в мире моды». 10 апреля 2010 года вышла замуж за Михала Журавского. У них есть сын Клеменс (2012) и дочь Ядвига (2014).

## Фильмография
| Год  | Название                               | Персонаж                          |
| ---- | -------------------------------------- | --------------------------------- |
| 1997 | Клан (сериал)                          | девушка в книжном магазине (2004) |
| 2003 | Погода на завтра                       | Кинга Козёл                       |
| 2004 | Sceny z powstania                      |                                   |
| 2004 | Кароль. Человек, ставший Папой Римским | девушка на спектакле              |
| 2005 | Ода к радости                          | Марта                             |
| 2005 | Башня                                  | Марта                             |
| 2005 | Жизненный экзамен (сериал)             | Руда                              |
| 2005 | Питбуль (сериал)                       | Моника Гроховска (2007)           |
| 2007 | Мех                                    | Оленька                           |
| 2007 | Pogoda na piątek (сериал)              | няня                              |
| 2007 | Prawo miasta (сериал)                  | Ева                               |
| 2008 | Разговоры по ночам                     | Каролина                          |
| 2008 | Люби и танцуй                          | помощница Ремигиуша               |
| 2008 | Лондонцы (сериал)                      | Мариола Моника Беджичка           |
| 2009 | Я твой                                 | Алиса                             |
| 2009 | Моя плоть, моя кровь                   | медсестра                         |
| 2009 | Аир                                    | домработница                      |
| 2009 | Ноль                                   | порно звезда                      |
| 2009 | Польско-русская война                  | Магда                             |
| 2009 | Эстерхази (короткометражка)            | Ева (озвучка)                     |
| 2010 | Спасатели (сериал)                     | Каролина «Лара» Китович           |
| 2011 | Письма к М.                            | Дорис                             |
| 2011 | Именем дьявола                         | Михалина                          |
| 2011 | Зал самоубийц                          | Сильвия                           |
| 2011 | Меня зовут Ки                          | Кинга «Ки»                        |
| 2011 | Варшавское похмелье                    | Сандра                            |
| 2012 | Комиссар Алекс (сериал)                | Майя Вирска (2013)                |
| 2014 | Дорогая, похоже, я тебя убил           | Люцина                            |
| 2014 | Варшавское восстание                   |                                   |
| 2014 | Miedzy nami dobrze jest                | Эдита                             |
| 2014 | Варшава ночью                          | Майя                              |
| 2015 | Theatre Without Audience               |                                   |
| 2015 | Соблазн                                |                                   |

## Награды
- 2011: награда «Золотые Львы» за лучшую женскую роль в фильме «Меня зовут Ки»
- 2011: награда «Золотая Утка» за лучшую актрису в фильме «Меня зовут Ки»
- 2012: награда «Орел» — лучшая актриса в фильме «Меня зовут Ки»
- 2012: награда «Орел» — лучшая актриса в фильме «Зал самоубийц»